# Bibliotheken heute
Die Fachzeitschrift bibliotheken heute wird vom Landesbibliothekszentrum Rheinland-Pfalz (LBZ) herausgegeben und dient als Forum für Bibliotheken aller Sparten. Sie berichtet schwerpunktmäßig über das Bibliothekswesen in Rheinland-Pfalz.
„bibliotheken heute“ erscheint seit 2011 dreimal jährlich mit einer Auflage von 1700 Exemplaren.
Seit 2005 ersetzt „bibliotheken heute“ die die Zeitschrift „die Bücherei“, die von 1953 bis 2004 von der Landesbüchereistelle Koblenz und der Staatlichen Büchereistelle in  Neustadt an der Weinstraße veröffentlicht wurde. Mit dem Namenswechsel war auch eine konzeptionelle Neuorientierung verbunden.
Alle kommunalen öffentlichen Bibliotheken, wissenschaftliche Bibliotheken sowie Schulbibliotheken und kirchliche Büchereien in Rheinland-Pfalz erhalten die Druckausgabe kostenlos. Auch eine elektronische Version steht kostenfrei zur Verfügung.